# Мінерали одновісні
Мінерали одновісні, мінерали оптично одновісні (рос. минералы одноосные, минералы оптически одноосные, англ. uniaxial minerals, optically uniaxial minerals; нім. einachsige Minerale n pl, optisch einachsige Minerale n pl) – мінерали тригональної, тетрагональної і гексагональної сингонії, в яких оптичною індикатрисою є еліпсоїд обертання, що має одну оптичну вісь, яка збігається з віссю обертання, а в мінералі – з головною віссю симетрії.